# Dipsas andiana
Dipsas andiana este o specie de șerpi din genul Dipsas, familia Colubridae, descrisă de Boulenger 1896. Conform Catalogue of Life specia Dipsas andiana nu are subspecii cunoscute.